# McAfee Stinger
McAfee Stinger 是一個手動病毒掃描器，可以移除特定的電腦病毒，rootkits ，處理程序和已載入的模組等等。這是一個提供給有經驗的使用者處理受感染電腦的工具，而非一般的防毒軟體。McAfee stinger 只掃描特定病毒所使用的資料夾和登錄檔，故掃描所需的時間不長。它無需安裝，可以直接從外接媒體執行。目前它可以偵測6000多種病毒、特洛伊木馬及其變種，包括rootkit ，而且資料庫仍在增加。
自2010年起，stinger 特別針對假安全軟體做偵測。
由於這是一款免費軟體，McAfee 不常提供技術協助，也不提供保證，因此stinger 並不建議使用在重要的電腦上。然而，此工具仍持續更新（通常一週數次），對於進階的使用者而言，仍是一個有價值的軟體。它是用來處理受感染的電腦，而不是一般的防毒軟體。

## 外部連結
- McAfee Labs Stinger （页面存档备份，存于）